# Tatjana Wladimirowna Goldobina
Tatjana Wladimirowna Goldobina (russisch Татьяна Владимировна Голдобина; * 4. November 1975 in Bischkek, Kirgisische SSR) ist eine ehemalige russische Sportschützin.

## Erfolge
Tatjana Goldobina nahm an drei Olympischen Spielen teil. Bei den Olympischen Spielen 2000 in Sydney belegte sie mit dem Luftgewehr den 32. Rang, während ihr im Dreistellungskampf mit dem Kleinkalibergewehr mit 585 Punkten der Einzug ins Finale gelang. In diesem schoss sie weitere 95,9 Punkte, sodass sie mit insgesamt 680,9 Punkten auf dem Silberrang hinter Renata Mauer landete. 2004 verpasste sie in Athen als Neunte knapp das Finale mit dem Kleinkalibergewehr, erreichte es dieses Mal jedoch mit dem Luftgewehr. Sie erzielte insgesamt 499,5 Punkte und schloss den Wettbewerb als Fünfte ab. Vier Jahre darauf trat sie lediglich mit dem Kleinkalibergewehr an und erreichte den 18. Platz. 1998 wurde sie in Barcelona mit der Kleinkaliber-Mannschaft im liegenden Anschlag Weltmeisterin. In Lahti folgte 2002 der Gewinn der Bronzemedaille in der Mannschaftskonkurrenz des Dreistellungskampfes, in der sie vier Jahre darauf in Zagreb ebenfalls den Titel gewann. Zudem sicherte sie sich 2006 Bronze mit der Luftgewehr-Mannschaft.
Tatjana Goldobina ist verheiratet und hat ein Kind.